# Concana mundula
Concana mundula är en fjärilsart som beskrevs av Paul Dognin 1912. Concana mundula ingår i släktet Concana och familjen nattflyn. Inga underarter finns listade i Catalogue of Life.